# S.E.F.B.-Saxon-Gan

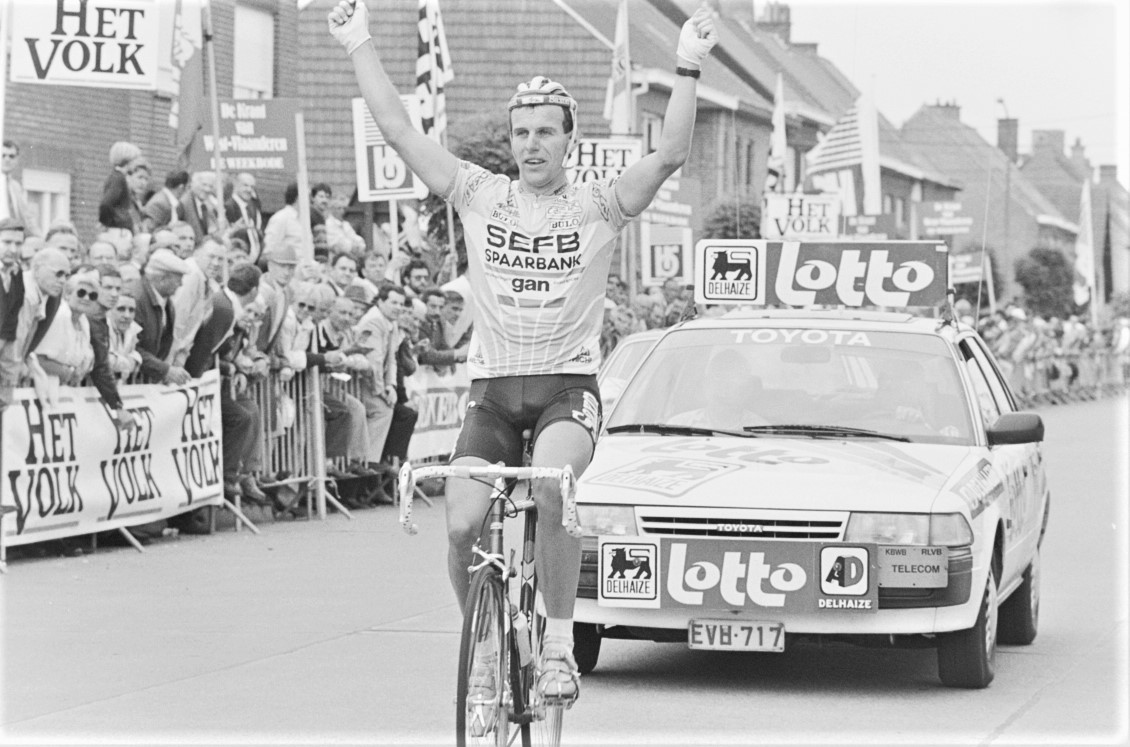
Johan Devos beim Gullegem Koerse 1990

S.E.F.B.-Saxon-Gan, S.E.F.B.-Galli-Vlan-Bulo-Opel, S.E.F.B.-Peugeot-Tönissteiner oder S.E.F.B.-Gipiemme war ein belgisches professionelles Radsportteam, das von 1987 bis 1991 bestand.

## Geschichte
Das Team wurde 1987 unter der Leitung von Ferdinand Bracke gegründet. Im ersten Jahr konnte das Team vierte Plätze bei Bordeaux–Paris, Grand Prix de Wallonie, Platz 5 bei Binche-Tournai-Binche, Platz 6 bei Halle–Ingooigem sowie Platz 12 beim Amstel Gold Race erreichen. 1988 konnten neben den Siegen unter anderem beim Nationale Sluitingprijs, zweite Plätze beim Schaal Sels, beim Omloop van de Westhoek	und bei Bordeaux–Paris sowie Platz 8 bei Paris-Tours erzielt werden. 1989 konnte neben zwei Etappensiegen auf Platz 9 in der Gesamtwertung der Tour de Suisse erreicht werden. Weitere Platzierungen waren Platz 2 beim Grand Prix de Rennes, dritte Plätze bei der Tour d’Armorique, der Tour de Vendée und bei Le Samyn sowie vierte Plätze beim Circuit des XI Villes und bei Druivenkoers. In der Saison 1990 erwirkte das Team unter anderem zweite Plätze beim Rund um den Henninger Turm, beim Le Samyn, dritte Plätze beim Circuit des Frontières, beim Nationale Sluitingprijs, beim Grote Prijs Jef Scherens sowie Platz 10 bei Paris-Brüssel und Platz 25 bei der Flandern-Rundfahrt. 1991 kam Andreï Tchmil ins Team und neben den Siegen konnte zweite Plätze bei der Tour du Nord-Ouest, dem GP Rik Van Steenbergen, dritte Plätze bei der Coppa Bernocchi, dem Nationale Sluitingprijs, dem Omloop van het Houtland Lichtervelde sowie Platz 6 bei der Meisterschaft von Zürich, Platz 10 bei der La Flèche Wallonne und Platz 12 bei Lüttich-Bastogne-Lüttich erzielen. Nach der Saison 1991 wurde das Team aufgelöst.
Hauptsponsor war die belgische Sparkasse S.E.F.B. (welche in der Zwischenzeit in der Record Bank aufgegangen ist). Co-Sponsoren waren 1987 der italienische Hersteller für Rennradkomponenten Gipiemme, 1988 der französische Fahrradhersteller Peugeot und der Mineralwasserhersteller Tönissteiner, 1989 der italienische Hersteller von Fahrradkomponenten Galli und die deutsche Automarke Opel. 1990 und 1991 die französische Versicherungsgesellschaft GAN und der Uhrenhersteller Saxon.

## Erfolge
1988
- zwei Etappen Tour de la Communauté européenne
- zwei Etappen Herald Sun Tour
- Nationale Sluitingprijs
- Circuit Franco-Belge

1989
- zwei Etappen Tour de Suisse
- eine Etappe Tour de la Communauté européenne
- Ronde van Limburg

1990
- Schaal Sels
- Omloop Schelde-Durme
- De Kustpijl
- Grote Prijs Stad Vilvoorde
- Gullegem Koerse

1991
- Gesamtwertung und eine Etappe Paris–Bourges
- eine Etappe 4 Jours de Dunkerque
- eine Etappe Schweden-Rundfahrt
- Clásica de Sabiñánigo
- Rund um Köln
- Grand Prix Pino Cerami

## Weitere Platzierungen
| Grand Tour            | 1982 |
| --------------------- | ---- |
| Vuelta a EspañaVuelta | 63   |

## Bekannte ehemalige Fahrer
- René Martens (1987)
- Johan Bruyneel (1987–1989)
- Johan Devos (1990–1991)
- Dirk Heirweg (1991)
- Paul Haghedooren (1991)
- Andreï Tchmil (1991)